# 延重寺
延重寺（えんじゅうじ）は、東京都世田谷区にある浄土真宗本願寺派の寺院。

## 概要
1664年（寛永21年）、誓順法師によって開山された。同宗派の西本願寺が浜町御坊（後の築地本願寺）の寺中に創建された。その後昭和初期までは、築地本願寺とともに歴史を歩んだ。
1923年（大正12年）の関東大震災で焼失し、1929年（昭和4年）に築地本願寺から分かれて現在地に移転した。
本尊は阿弥陀如来で、江戸時代末期の作といわれている。

## 交通アクセス
- 京王井の頭線東松原駅より徒歩6分。